# سیارک ۱۷۱۹۶
سیارک ۱۷۱۹۶ (به انگلیسی: 17196 Mastrodemos، نامگذاری:1999XW234) هفده هزار و صد و نود و ششمین سیارک کشف شده‌است که در ۳ دسامبر ۱۹۹۹ کشف شد.
قدر مطلق سیارک برابر ۱۷.۸ است.